# 대취타
대취타(大吹打)는 관악기와 타악기 등으로 편성되어 왕 또는 귀인의 행차 및 군대 행진에서 연주되던 군례악이다.

## 개요
대취타는 나발 ·나각 ·태평소등 관악기와 징·북·바라·장구 같은 타악기로 편성되어 왕의 거둥이나 귀인의 행차, 그리고 군대행진에서 선전관청(宣傳官廳)과 영문(營門)에 소속된 취타수(吹打手)에 의하여 연주되던 행진곡풍 군례악(軍禮樂)이다. 아명(雅名)으로는 무령지곡(武寧之曲), 속명으로는 대취타, 세칭 구군악(舊軍樂)이라고도 한다.
취타란 불고(吹). 친다(打)는 뜻으로 취악기와 타악기를 뜻한다. 취타를 달리 고취(鼓吹)·고취악(鼓吹樂)이라고도 하는데 이 또한 치는 악기와 부는 악기의 연주라는 뜻으로 취타와 같은 말이다. 곧 불고 치는 군악기에 북·장구·피리·젓대·해금이 취타에 합쳐진 것을 대취타라 한다. 순수한 군악기 만의 취주(吹奏)를 취타라 하고, 피리·젓대·해금 같은 일반악기의 취주를 세악(細樂)이라 하였다. 취타의 주자(奏者)를 취고수(吹鼓手) 또는 취악내취(吹樂內吹)라 하며, 세악의 주자는 세악수(細樂手) 또는 세악내취(細樂內吹)라 하였다.
취타와 세악으로 구성된 대취타와 악수 중 황의초립(黃衣草笠) 차림의 취악내취는 호적·나발·나각·대각·발라(鈸鑼)·장고·용고(龍鼓)·징(鉦)·나(鑼) 등의 악기로 한 조(組)를 이루어 군중(軍中)의 행진곡ㆍ승전곡의 취타를 주로 연주하고 세악수 연주에도 합주하였다.
취고수의 악곡 종류는 대취타ㆍ소취타에 불과하고 세악수는 취타가곡(吹打歌曲) <도드리> 등 짧은 곡을 연주하였다.
현재 연주되고 있는 악기는 호적(胡笛, 태평소)만이 선율을 연주하며 나각ㆍ나발과 같은 단음악기와 북·장구·징·자바라 등의 타악기로 편성된다. 대취타 중심의 음악내용은 7장으로 구성되었으며, 1장단은 12박으로 소삼(小三)·대삼(大三)이 모여 이루어졌다. 이 곡은 모두 19각 반각으로 되어 있는데, 제7장 끝에서 제1장 3박으로 반복되는 도드리〔還入〕형식으로 되어 있다.
연주자 외에 시작과 끝을 알리는 집사(執事)는 지휘봉이라 할 수 있는 등채를 들고 "명금일하대취타(鳴金一下大吹打) 하랍신다."하고 호령하면 연주가 시작된다. 취타수는 작우(雀羽)가 꽂힌 초립을 쓰고 누른 색의 천릭(天翼)에 남전대(藍纏帶)를 띠고 미투리를 신는다.
취타는 고구려 안악(安岳) 제3호분인 동수묘(冬壽墓)에서 전정고취(殿庭鼓吹) 등 모습이 보이고 백제에서도 고(鼓)ㆍ각(角) 등 고취악기가 쓰였다는 것으로 봐서 고취수들의 행진음악은 이미 삼국시대에 있었던 것으로 볼 수 있다. 고려시대에는 궁중의식과 군사행진시에 고취악이 사용되었음은 ≪고려사≫ 악지(樂志) 용고취악절도(用鼓吹樂節度)에 기술되어 있으며, 조선시대에는 선전관청에 대취타가 있었고 오영문(五營門)과 각 지방의 감영(監營)·병영(兵營)·수영(水營) 등에도 각각 취타수가 있었으며 각 고을에는 소취타(小吹打)를 두었다.
대한제국 대취타의 마지막 명맥이었던 당시 겸내취(兼內吹) 임원식(林元植)에 이어 최인서(崔仁瑞)가 겸내취의 법통을 이어 왔으며, 현재는 정재국(鄭在國)이 이어오고 있다.
대취타는 비록 타악기 중심으로 몇 개의 취악기로 편성되지만 호령하듯 위엄이 있는 장쾌한 음악이다.
각 종 행사에 쓰기도 한다.

## 참고 문헌
- 본 문서에는 서울특별시에서 지식공유 프로젝트를 통해 퍼블릭 도메인으로 공개한 저작물을 기초로 작성된 내용이 포함되어 있습니다.